# Yta Farrow

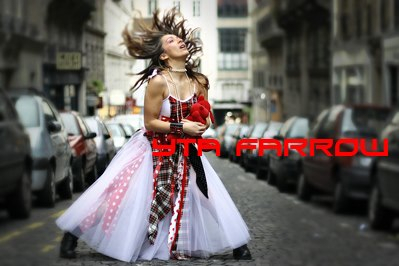
Yta Farrow

Yta Farrow (* 1970 in Aix-en-Provence) ist eine französische (Techno-)Sängerin.

## Biografie
In ihrer Kindheit interessierte sie sich besonders für Sport und Musik. Während der Disco-Welle in den 1970er Jahren kam sie durch ihre Schwester Hannah mit Gruppen wie den Beatles, ABBA und Bee Gees in Berührung.
1982 wohnte sie bei einer englischen Gastfamilie in Brentwood, deren Tochter Frances ihre Begeisterung für Musik teilte. So kam es, dass Musiker wie Vangelis, Duran Duran, Boy George und Madonna sie sehr beeinflussten und sie eine Vorliebe für die englische Sprache gewann. 1983 ging sie erneut nach England.
Nachdem sie bereits an der Schule die Theatergruppe besucht hatte, ging sie 1985 an die private Theaterschule l'Espace Potiers in Toulouse. 1987 bestand sie die Aufnahmeprüfung für das Conservatoire der dramatischen Künste in Toulouse.
Nach zwei Jahren am Conservatoire, die sie voll und ganz dem Theater gewidmet hatte, schien ihr die Zeit reif für einen Wandel in ihrem Leben. So war sie ab 1989 als Sängerin in einem Ball-Orchester tätig, wo sie Lieder verschiedener Gruppen wie Bryan Adams, Europe, ZZ Top, Madonna etc. sang. 1991 veröffentlicht sie ihr erstes eigenes Album Neptune's child.
1999 veröffentlichte sie zusammen mit der deutschen Sängerin Blümchen die Single Tu es mon île, die nur in Frankreich veröffentlicht wurde und dort einen 48. Platz erreichte. In Deutschland ist der Song auf dem Album Jasmin – Die Fanedition enthalten, eine Special Edition des dritten Studioalbums von Blümchen.

## Diskografie

### Singles
- 1988: Heartbeat
- ab 1991: Killing me softly, Make life a holiday, Don't be yourself, Come back to me (aus Neptune's child)
- ab 1993: Je me damne, J'ai donné le meilleur, Ta maison (aus Je me damne)
- 1996: Bang Bang (Willis)
- 1997: Le monde est dans tes yeux
- 1997: J'ai rêvé le voyage
- 1998: Parlez-vous français?
- 1999: Tu es mon île (mit Blümchen)
- 2000: Do you like that?

### Alben
- 1991: Neptune's child
- 1993: Je me damne